# Katrin Sedlmayer
Katrin Sedlmayer (ur. 27 grudnia 1978 w Monachium) – niemiecka wspinaczka sportowa. Specjalizowała się w boulderingu oraz w prowadzeniu. Mistrzyni Europy we wspinaczce sportowej w konkurencji prowadzenia z Monachium z 2000 roku.

## Kariera sportowa
W 2000 na mistrzostwach Europy w Niemczech w rodzinnym Monachium wywalczyła złoty medal we wspinaczce sportowej w konkurencji prowadzenia.
Wielokrotna uczestniczka, prestiżowych, elitarnych zawodów wspinaczkowych Rock Master we włoskim Arco.

## Osiągnięcia

### Mistrzostwa świata
| Konkurencje | 1999 | 2001 |
| Prowadzenie | 35   | 8    |

### Mistrzostwa Europy
| Konkurencje | 2000 | 2002 |
| Prowadzenie | 1    | 6    |

### Rock Master
| Konkurencje | 2001 |
| Prowadzenie | 4-5  |